# Ері (річка)
Ері (англ. Aire) — річка в Йоркширі, Англія. Одна з найдовших річок Великої Британії.